# Liste des visites pastorales du pape Benoît XVI hors d'Italie
Au cours de son pontificat, de 2005 à 2013, Benoît XVI a effectué 25 visites pastorales hors d'Italie.

## Tableau récapitulatif

Carte des pays visités par Benoît XVI.

| no | Pays                 | Dates                               | Lieux visités                                        |
| -- | -------------------- | ----------------------------------- | ---------------------------------------------------- |
| 1  | Allemagne (1re fois) | 18 - 21 août 2005                   | Cologne (JMJ)                                        |
| 2  | Pologne              | 25 - 28 mai 2006                    | Varsovie, Częstochowa, Cracovie, Wadowice, Auschwitz |
| 3  | Espagne (1re fois)   | 8 - 9 juillet 2006                  | Valence                                              |
| 4  | Allemagne (2e fois)  | 9 - 14 septembre 2006               | Ratisbonne                                           |
| 5  | Turquie              | 28 novembre - 1er décembre 2006     | Ankara, Éphèse, Istanbul                             |
| 6  | Brésil               | 9 - 13 mai 2007                     | São Paulo                                            |
| 7  | Autriche             | 7 - 9 septembre 2007                | Vienne, Mariazell                                    |
| 8  | États-Unis           | 15 - 20 avril 2008                  | Washington, New York                                 |
| 9  | Australie            | 13 - 21 juillet 2008                | Sydney (JMJ)                                         |
| 10 | France               | 12 - 15 septembre 2008              | Paris, Lourdes                                       |
| 11 | Cameroun Angola      | 17 - 20 mars 2009 20 - 23 mars 2009 |                                                      |
| 12 | Jordanie Israël      | 8 - 15 mai 2009                     |                                                      |
| 13 | Tchéquie             | 26 - 28 septembre 2009              | Prague, Brno, Stará Boleslav                         |
| 14 | Malte                | 17 - 18 avril 2010                  | La Valette, Ir-Rabat                                 |
| 15 | Portugal             | 11 - 14 mai 2010                    | Lisbonne, Fátima, Porto                              |
| 16 | Chypre               | 4 - 6 juin 2010                     | Paphos, Nicosie                                      |
| 17 | Royaume-Uni          | 16 - 19 septembre 2010              | Édimbourg, Londres, Birmingham, Oxford               |
| 18 | Espagne (2e fois)    | 6 - 7 novembre 2010                 | Saint-Jacques-de-Compostelle, Barcelone              |
| 19 | Croatie              | 4 - 5 juin 2011                     | Zagreb                                               |
| 20 | Saint-Marin          | 19 juin 2011                        | Serravalle                                           |
| 21 | Espagne (3e fois)    | 18 - 21 août 2011                   | Madrid (JMJ)                                         |
| 22 | Allemagne (3e fois)  | 22 - 25 septembre 2011              | Berlin, Erfurt, Fribourg-en-Brisgau                  |
| 23 | Bénin                | 18 - 20 novembre 2011               |                                                      |
| 24 | Mexique Cuba         | 23 - 26 mars 2012 26 - 29 mars 2012 | León Santiago de Cuba, La Havane                     |
| 25 | Liban                | 14 - 16 septembre 2012              | Beyrouth                                             |

## 2005

### 1ervoyage: Cologne, Allemagne (du18au21 août 2005)

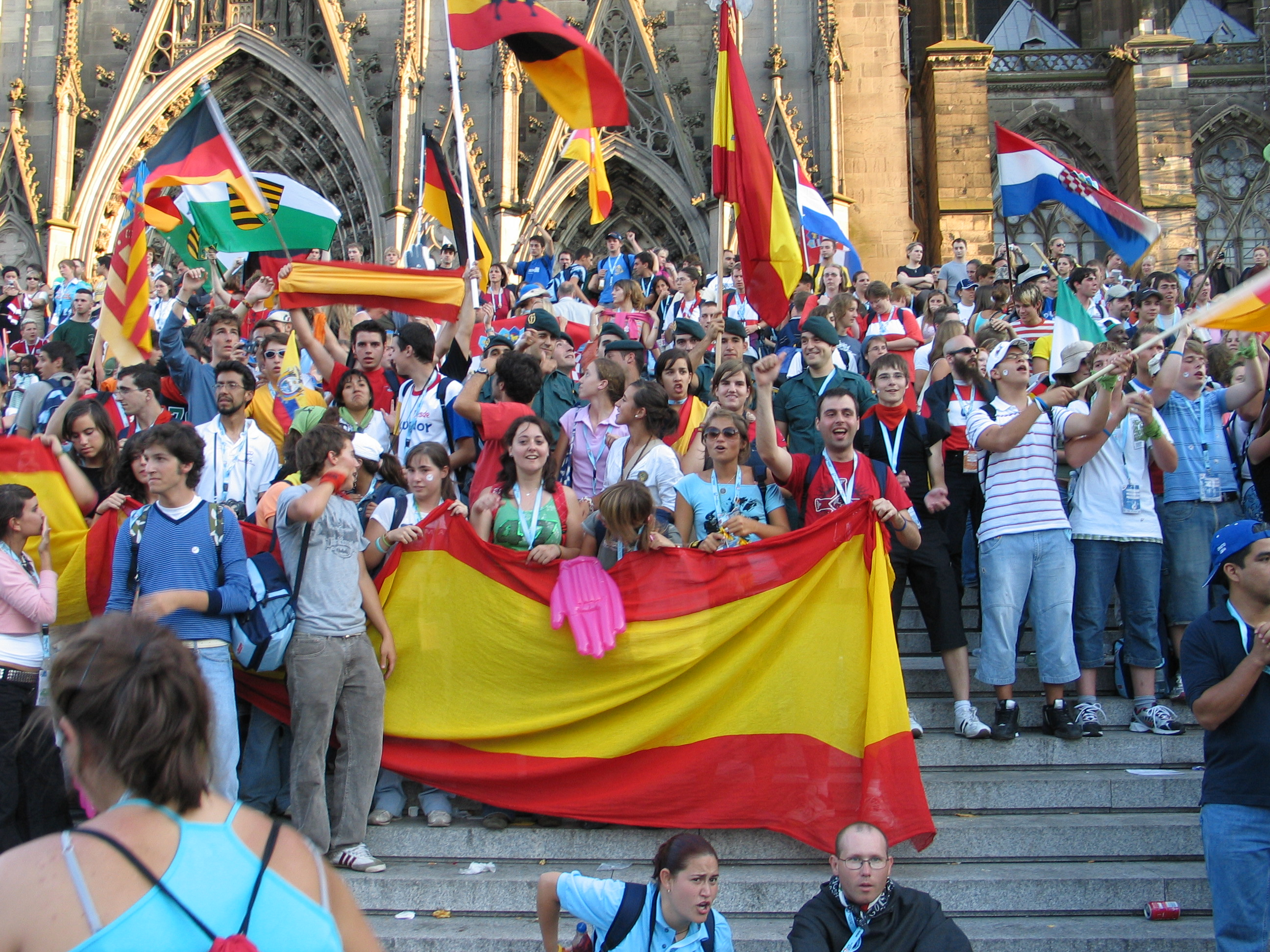
Journées mondiales de la jeunesse (JMJ) à Cologne en Allemagne en août 2005.

Les Journées mondiales de la jeunesse 2005, qui se sont déroulées du 16 août 2005 au 21 août 2005 à Cologne en Allemagne, sont les premières Journées mondiales de la jeunesse de Benoît XVI — et elles ont lieu dans le pays de sa naissance.
Dès son arrivée, le 18 août, il reçoit un accueil enthousiaste malgré les prévisions des sceptiques qui comparaient son charisme à celui de Jean-Paul II. Il a montré tout au long de ces JMJ qu'il restait fidèle à la lignée politique de son prédécesseur.

## 2006

### 2evoyage: Pologne (du25au28 mai 2006)
Le pape commença sa visite peu après 11 h au matin du 25 mai 2006 en atterrissant à l'aéroport de Varsovie-Chopin. Tout au long de sa visite, il parla souvent quelques phrases de polonais qu'il avait appris phonétiquement. Après la cérémonie d'arrivée, le pape se déplaça en Papamobile jusqu'à la cathédrale Saint-Jean de Varsovie, où il s'adressa à un millier de membres du clergé. Il rendit une visite officielle au palais présidentiel et assista plus tard dans la journée à une rencontre œcuménique.
Le 26 mai, Benoît XVI célébra une messe en plein air à Varsovie, visita le monastère Jasna Góra à Częstochowa et se rendit à Cracovie. Le 27 mai, le Saint-Père se déplaça à Wadowice, le village natal de son prédécesseur, au sanctuaire de Kalwaria Zebrzydowska, ainsi qu'à la cathédrale du Wawel et s'adressa aux jeunes rassemblé au parc de Błonia à Cracovie. Le dernier jour de sa visite, le 28 mai, Benoît XVI célébra une messe à Błonia devant plus de 900 000 pèlerins, et plus tard pria dans l'ancien camp de concentration nazi d'Auschwitz-Birkenau.

### 3evoyage: Espagne (du8au9 juillet 2006)
Le pape visita l'Espagne à la demande du roi Juan Carlos et des évêques espagnols. Il se rendit à Valence pour la 5e conférence mondiale de la famille. La messe de clôture eut lieu dans la cité des arts et des sciences de la ville.
Le 19 juillet 2006, Benoît XVI fit une visite officieuse à un monastère bénédictin situé dans les Alpes suisses durant ses vacances d'été au Val d'Aoste en Italie.

### 4evoyage: Bavière, Allemagne (du9au14 septembre 2006)
C'est pendant son séjour en Bavière, le 12 septembre 2006, que le pape prononça le discours de Ratisbonne à l’université de la ville où il a été professeur. Le discours parle des rapports entre la religion et la violence pour dénoncer cette dernière exercée au nom de la religion. Néanmoins, une citation du discours déclenche de vives réactions politiques et religieuses dans le monde, notamment dans les pays musulmans.

### 5evoyage: Turquie (du28 novembreau1erdécembre 2006)
Invité par Bartholomée Ier, patriarche œcuménique de Constantinople à Istanbul, le pape s'est rendu en Turquie, un pays avec une population très majoritairement musulmane. Deux mois après la controverse au sujet d'une conférence que le pape a donnée à Ratisbonne en Allemagne, la visite papale a été accueillie par des manifestants nationalistes et islamiques et a été placée sous haute sécurité. 
Arrivé le 28 novembre 2006 à l'aéroport international Esenboğa à Ankara, le Saint-Père a été accueilli par le premier ministre Recep Tayyip Erdoğan suivi d'un bref entretien car il devait assister à une réunion au sommet de l'OTAN. Il s'est ensuite rendu au mausolée d'Atatürk. Il s'est ensuite entretenu avec le président Ahmet Necdet Sezer et le président du département des affaires religieuses Ali Bardakoğlu, et a reçu les ambassadeurs à l'ambassade du Vatican à Ankara.
Le 29 novembre 2006, il a visité le sanctuaire de la Maison de la Vierge Marie à Éphèse, un lieu de culte pour les catholiques et les musulmans. Il a procédé à une messe en plein air et a tenu un discours devant plusieurs centaines de catholiques en appelant à « davantage de paix et de réconciliation pour ceux qui vivent sur la terre appelée Sainte et considérée comme telle par les chrétiens, les juifs et les musulmans. » Après la messe, il s'est rendu à Istanbul où il a eu une première entrevue avec Bartholomée Ier.
Le 30 novembre 2006, le pape a prié avec le Patriarche œcuménique Bartholomée Ier dans l'église patriarcale Saint-Georges à Istanbul, lors de la Divine Liturgie selon le rite orthodoxe. Il s'agit ici du but principal de son voyage, prévu depuis longtemps, pour symboliser sa recherche de la réconciliation entre les rites chrétiens de l'Ouest et de l'Est. Benoît XVI prononça des mots d'ouverture pour un meilleur dialogue œcuménique, en disant entre autres choses que « l'Église catholique est prête à faire tout son possible pour surmonter les obstacles et de rechercher, de concert avec les frères et sœurs orthodoxes, une coopération pastorale plus efficace. » Le pape et le patriarche ont ensuite rédigé une déclaration commune condamnant les violences perpétrées au nom de Dieu. Le pape a rappelé que l'un des principaux objectifs de son pontificat était la guérison du schisme de 1054 qui sépare l'Église orthodoxe orientale et l'Église catholique romaine depuis cette date. Le Saint-Père a ensuite visité l'ancienne basilique Sainte-Sophie qui était à l'origine la plus grande église du christianisme orthodoxe avant d'être reconvertie en mosquée au XVe siècle et en musée au XXe siècle. Il a ensuite visité la Mosquée bleue, une des mosquées historique d'Istanbul, avant de s'entretenir avec plusieurs personnalités turques dont le primat du Patriarcat arménien de Constantinople Mesrob II Mutafyan, et le Hakham Bachi (grand-rabbin) des juifs séfarades du pays. 
Le 1er décembre 2006, le dernier jour de la visite, le pontife s'est rendu dans la cathédrale catholique du Saint-Esprit à Istanbul, où il a célébré une messe après avoir inauguré une statue du pape Benoît XV. Ce moment a été réservé à la communauté catholique de Turquie où le pape a consacré une partie de son homélie pour dire que « l'Église ne veut rien imposer à personne et qu'elle demande simplement de pouvoir vivre dans la liberté de révéler à qui elle ne peut cacher, le Christ Jésus, qui nous a aimé jusqu'à la mort sur la croix et qui nous a donné de son Esprit, la présence vivante de Dieu parmi nous et au plus profond de nous-mêmes. », compte tenu des conditions de vie difficiles des fidèles dans ce pays. Dans son discours d'adieu à l'aéroport international Atatürk d'Istanbul, le pape a déclaré qu'une partie de son cœur restait à Istanbul.

## 2007

### 6evoyage: Brésil (du9au13 mai 2007)

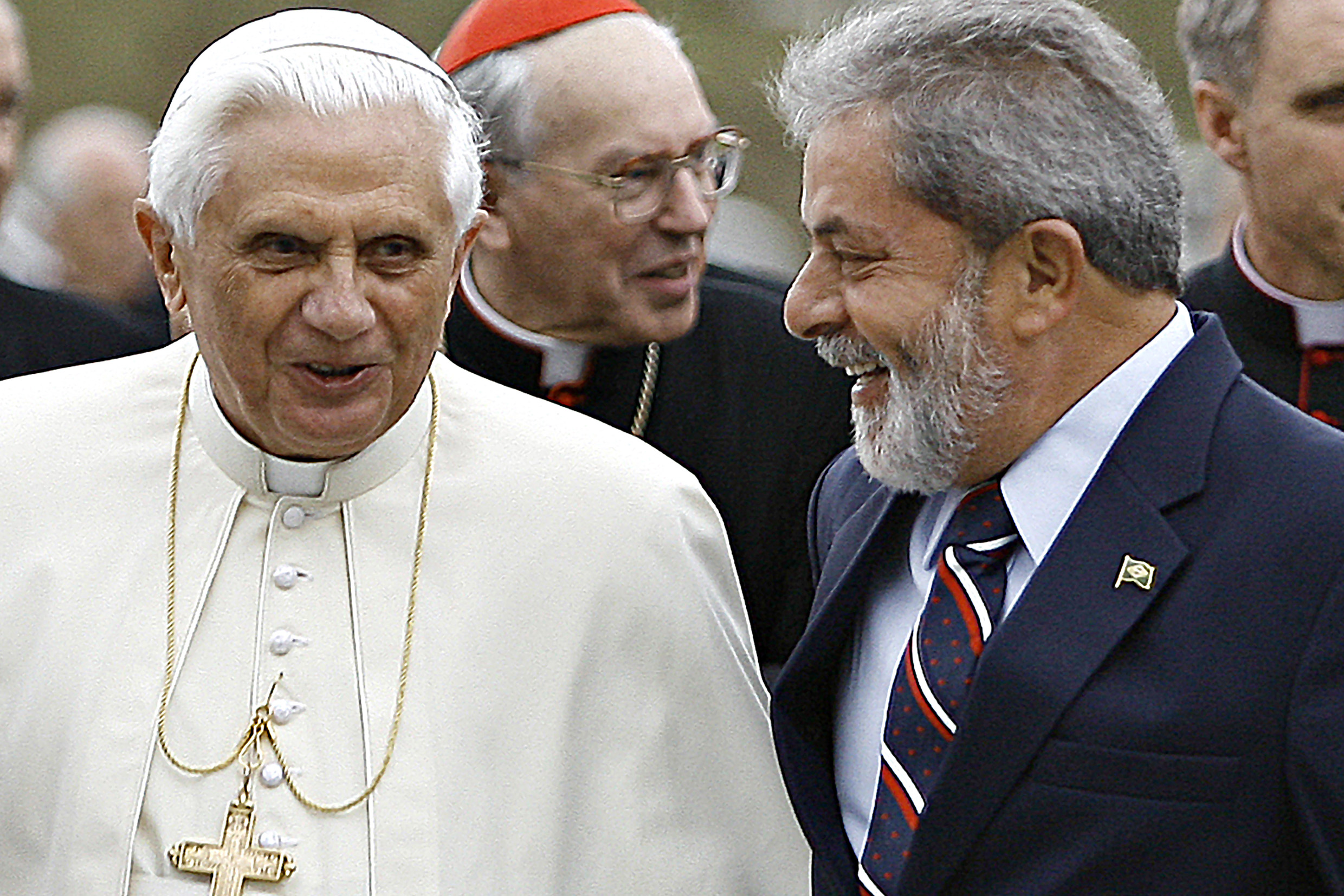
Benoît XVI et le président brésilien Luiz Inácio Lula da Silva.

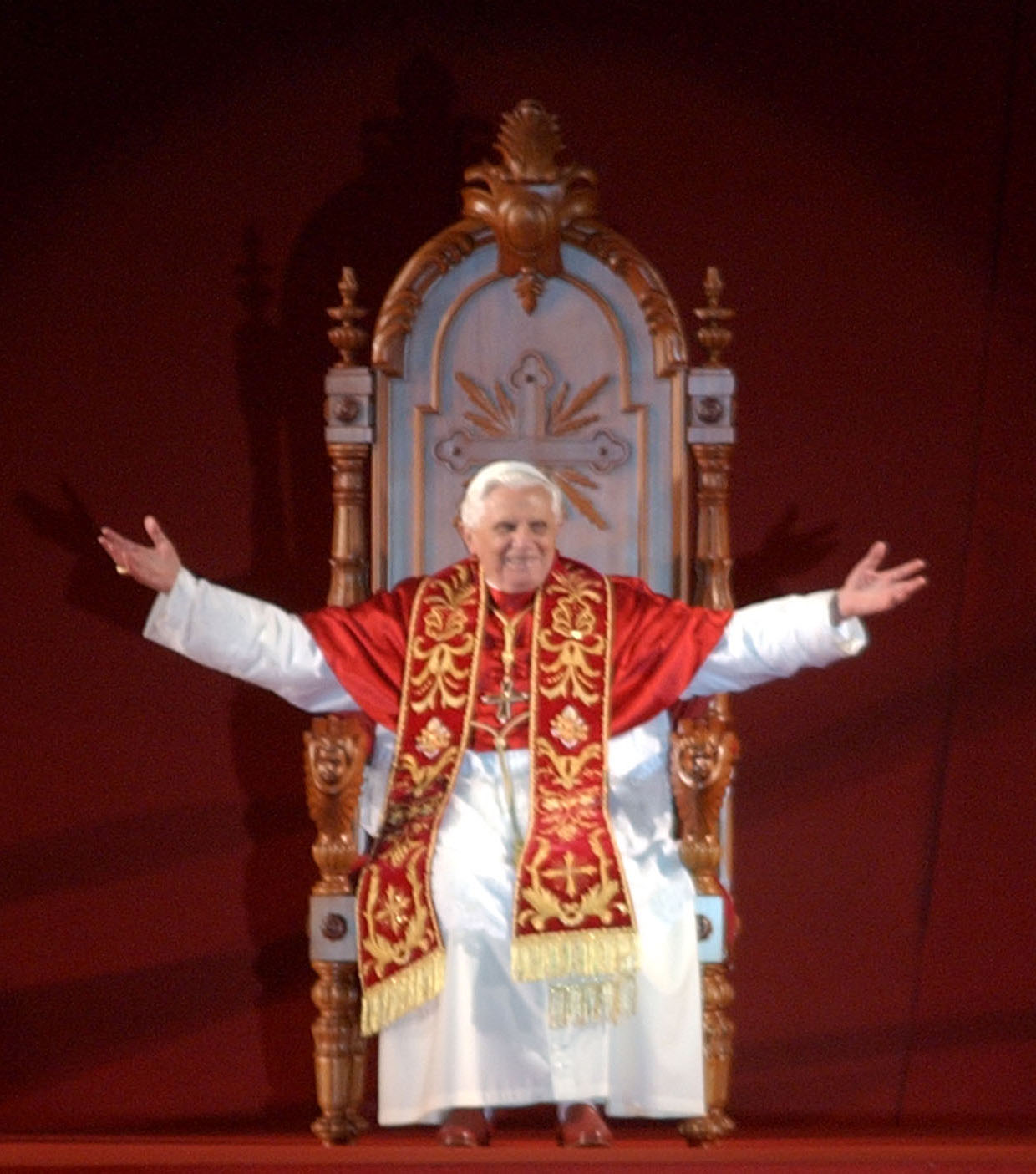
Benoit XVI lors d'une messe au Brésil.

Pour lancer la Cinquième Conférence générale de l’épiscopat latino-américain et caribéen, organisée par le Conseil épiscopal latino-américain (CELAM), le pape a effectué son premier voyage en dehors de l'Europe.
Le 9 mai 2007, le pape tient sa première conférence de presse pendant le voyage en avion qui l'amène sur le continent latino-américain. Le pape répond notamment à des questions sur des déclarations controversées d'évêques mexicains qui prétendaient que les hommes politiques du Mexique s'étaient « eux-mêmes excommuniés » après avoir légalisé l'avortement. Le Saint-Père a précisé que « l'assassinat d'un innocent, un enfant, est incompatible avec l'être en communion avec le Corps du Christ », réaffirmant donc les excommunications comme légitimes, comme prévu par le Code du droit canonique. Cependant, bien que le pape soit en accord avec ses évêques, il ne fera aucune excommunication formelle. Arrivé au Brésil, il est accueilli par le président Luiz Inácio Lula da Silva. 
Le 10 mai 2007, Benoît XVI s'entretient avec le président Lula. Ce dernier a réaffirmé ses convictions quant à la préservation de l'État laïque et sur les positions éloignées entre l'Église et le Brésil en matière d'avortement. L'après-midi, le pontife s'est entretenu avec quelque 70 000 jeunes du stade Pacaembu de São Paulo (plus de 100 000 autres ont couvert l'événement de l'extérieur pour des raisons de sécurité), les exhortant à être « les bâtisseurs d'un monde plus juste et solidaire, réconcilié et pacifique ».
Le 11 mai 2007, Benoît XVI célébra une messe à São Paulo devant plus d'un million de fidèles, où il canonisa Friar Antônio Galvão, un franciscain qui vécut au XVIIIe siècle, qui avait été béatifié par Jean-Paul II en 1998. Il rencontra ensuite les évêques du Brésil et leur parla de plusieurs problèmes selon l'Église. Il mit l'accent une fois de plus sur les attaques qui mettraient en cause l'institution de la famille, en parlant en des termes très clairs de l'avortement et des unions civiles (que le pape a définis comme « plaies de la société »). Il leur parla également des problèmes des prêtres en politique, de la pauvreté et de l'injustice sociale, du fléau de la pédophilie, et a exhorté l'Église à être plus « missionnaire » pour contrer la montée des sectes et agnostiques.
Le 12 mai 2007, il s'exprima devant une communauté d'anciens toxicomanes et d'alcooliques, touchant le sujet délicat de la drogue, en émettant un avertissement sévère aux trafiquants de drogue : « Je dis à ceux qui commercent avec la drogue à réfléchir sur le mal qu'ils infligent à d'innombrables personnes jeunes et adultes de tous niveaux de la société ; Dieu leur demandera de rendre compte de ce qu'ils ont fait. » Dans la soirée, le pape arriva au sanctuaire Notre-Dame-d'Aparecida d'Aparecida, qui est le sanctuaire religieux le plus visité d'Amérique latine.
Le 13 mai 2007, le Saint-Père célébra une messe sur l'esplanade à l'extérieur du sanctuaire, où des centaines de milliers de fidèles ont salué son arrivée à bord de la Papamobile. Après la célébration, il a ouvert la Cinquième Conférence générale de l’épiscopat latino-américain et caribéen et a souligné dans une allocution devant les prélats, sans jamais la nommer, une certaine froideur envers la théologie de la libération. Il critiqua également à la fois le marxisme et le capitalisme pour leurs effets destructeurs sur les économies, le gouvernement et la religion. Il précisa que « la politique n'est pas la compétence immédiate de l'Église » et que « le respect d'une saine laïcité, y compris la pluralité des positions politiques, est essentielle dans la tradition chrétienne authentique. »

### 7evoyage: Autriche (du7au9 septembre 2007)
Le 7 septembre 2007, le pape arrive au matin à l'aéroport de Vienne-Schwechat près de Vienne, où il est accueilli par le président autrichien Heinz Fischer et le cardinal et archevêque Christoph Schönborn. Le matin, le pontife se joint aux autorités juives pour prier en silence pour les victimes de l'holocauste. À cette occasion, il participa à un office inter-religieux au côté du Grand Rabbin de Vienne en hommage aux 65 000 juifs viennois qui ont péri dans les camps de concentration nazi. L'après-midi, il rencontre le président Heinz Fischer et les représentants de la vie publique et du corps diplomatique. Le pape prononce un discours sur d'épineuses questions sur l'euthanasie, l'avortement et les racines chrétiennes de l'Europe. À propos de l'avortement, le pape réaffirme que celui-ci « ne peut pas être un droit humain, mais son contraire ».
Le 8 septembre 2007, le pape effectue un pèlerinage au sanctuaire marial national autrichien de Mariazell en Styrie, pour y célébrer une messe d'anniversaire de la fondation de l'église. En effet, celle-ci fut fondée il y a 850 ans, en 1157, par un moine nommé Magnus. Ce pèlerinage est le but principal de son voyage en Autriche. 
Le 9 septembre 2007, il célèbre le matin une messe dans la cathédrale Saint-Étienne (Stephansdom) de Vienne. L'après-midi, il visite l'abbaye de Heiligenkreuz et se rend au Konzerthaus de Vienne pour rencontrer les volontaires des associations caritatives.

## 2008

### 8evoyage: États-Unis d'Amérique (du 15 avril au 20 avril 2008)

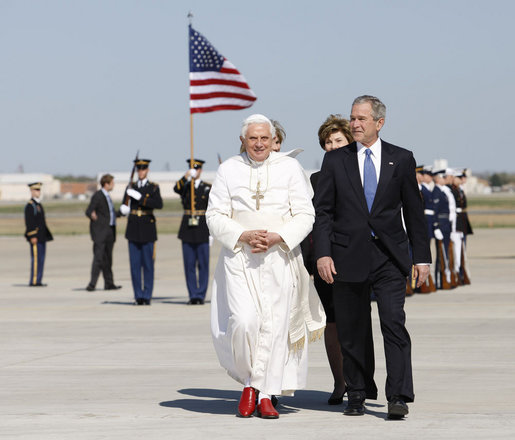
Le président Bush et le pape Benoît XVI à son arrivée sur le sol américain.

Ce fut la première visite papale de Benoît XVI aux États-Unis. Durant son séjour, il s'est rendu à Washington où il a été formellement reçu par le président Bush à la Maison-Blanche et célébra une messe au stade national de Washington. 
Le pape s'est déplacé ensuite à New York où il s'est adressé aux Nations uniespuis a visité le site du World Trade Center avant de célébrer une messe au Yankee Stadium.

### 9evoyage: Australie (du  13 juillet au 21 juillet 2008)

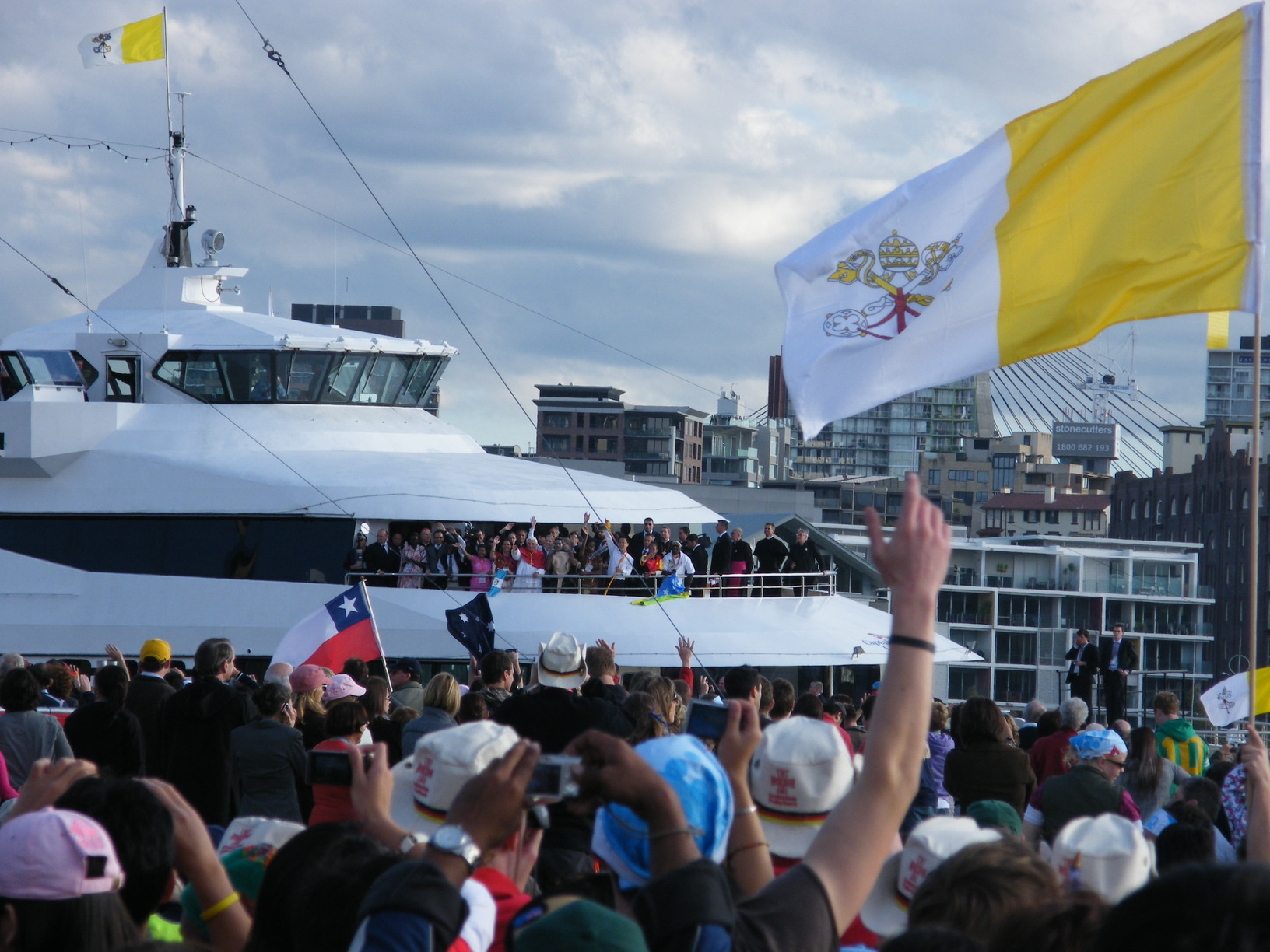
L'arrivée de Benoît XVI en bateau à Sydney.

Le Pape s'est rendu en Australie pour y rencontrer des jeunes du monde entier lors des Journées mondiales de la jeunesse à Sydney. Étant donné la distance et le décalage horaire, Benoît XVI est arrivé le 13 juillet et s'est reposé durant trois jours avant de commencer ses obligations officielles. Le 20 juillet, il célébra la messe de clôture à ciel ouvert au champ de course de Randwick devant une audience estimée entre 300 000 et 400 000 personnes. 

### 10evoyage: France (du 12 septembre au 15 septembre 2008)
Le pape est arrivé le vendredi 12 septembre 2008 peu après 11h à l'aéroport d'Orly où il a été accueilli par Nicolas Sarkozy et son épouse. Après avoir été reçu à l'Élysée par le président de la République en présence de nombreuses personnalités, Benoît XVI rencontre le monde de la culture au collège des Bernardins puis célèbre les vêpres à la cathédrale Notre-Dame de Paris avec le clergé d'Île-de-France. Le lendemain, il célèbre une messe sur l'Esplanade des Invalides en présence d'environ 260 000 personnes dont le tiers du gouvernement français. La veille au soir, une partie des pèlerins a parcouru, avec des flambeaux, le "chemin de lumière" de Notre-Dame aux Invalides. Benoît XVI poursuit le même jour son voyage par un pèlerinage à Lourdes où il parcourt les premières étapes du Chemin du Jubilé, se recueillant notamment devant la grotte de Massabielle, avant de conclure dans la soirée la procession mariale. 
Le dimanche 14 septembre 2008, le pape célèbre sur la prairie des Sanctuaires de Lourdes une messe à laquelle assistent près de 170 000 personnes. Dans l'après-midi, il prononce un discours devant les Évêques de France avant de conclure la procession eucharistique.
Le lundi 15 septembre au matin, il achève le Chemin du Jubilé en se rendant à la chapelle de l'hôpital avant de célébrer une messe à l'intention des malades sur l'Esplanade du Rosaire. Benoît XVI regagne ensuite le Vatican après une cérémonie de départ qui a lieu en présence du premier ministre François Fillon à l'aéroport de Tarbes, cérémonie au cours de laquelle il exprime son souhait de pouvoir revenir en France.

## 2009

### 11evoyage: Cameroun et Angola (du 17 au 23 mars 2009)
Benoît XVI s'est rendu pour la première fois sur le continent africain. Il l'avait annoncé personnellement lors de l'angélus du 26 octobre 2008. Il est allé du 17 au 20 mars 2009 au Cameroun. Ses propos sur la lutte contre le SIDA, tenus dans l'avion qui le mène en Afrique, déclenchent une polémique : « Je dirai qu’on ne peut pas vaincre ce problème du sida uniquement avec de l’argent, qui est nécessaire. S’il n’y a pas l’âme, si les Africains ne s’aident pas, on ne peut le résoudre en distribuant des préservatifs. Au contraire, ils augmentent le problème. »
Du 20 au 23 mars 2009, il va en Angola, où il a célébré le 500e anniversaire de l'évangélisation du pays.

### 12evoyage: Terre Sainte et Jordanie (du 8 au 15 mai 2009)
Le patriarche latin de Jérusalem, Fouad Twal, a annoncé en décembre 2008 que Benoît XVI allait visiter la Terre sainte en mai 2009. Durant ce voyage, le pape se rend en Jordanie, dans les territoires palestiniens et en Israël. Il y rencontre entre autres le roi de Jordanie Abdallah II, le président de l'Autorité palestinienne Mahmoud Abbas et le Premier ministre israélien Benyamin Netanyahou.

### 13evoyage: République tchèque (du 26 au 28 septembre 2009)
Le pape Benoît XVI a accepté une invitation des évêques tchèques et du président de la République tchèque Vaclav Klaus à visiter le pays pour célébrer la Saint-Venceslas.
Le 26 septembre 2009, Benoît XVI a visité Prague (Praha), capitale du pays. À son arrivée à l'aéroport international de Prague, il a prononcé un discours dans lequel il a plaidé pour que le peuple tchèque redécouvre ses racines chrétiennes après sa "libération du communisme". Le pape a ensuite visité l'enfant Jésus de Prague dans l'église Notre-Dame-de-la-Victoire, puis s'est rendu au palais du président Václav Klaus avant de rencontrer le clergé tchèque dans la cathédrale Saint-Guy.
Le 27 septembre 2009, le pape a fait escale à Brünn (Brno), deuxième ville du pays et capitale de la Moravie, où il a célébré une messe sur l'esplanade de l'aéroport de Brno-Tuřany. En face de cent mille fidèles, le Saint-Père est revenu sur la place de la religion dans la société: "Votre pays, comme d’autres nations, connaît une situation culturelle qui représente souvent un défi radical pour la foi et, donc, aussi pour l’espérance. En effet, à l’époque moderne, la foi aussi bien que l’espérance ont été « déplacées », car elles ont été reléguées sur le plan privé et ultra-terrestre, tandis qu’a été affirmée dans la vie concrète et publique la confiance dans le progrès scientifique et économique. Nous savons tous qu’un tel progrès est ambigu : il ouvre à la fois de bonnes possibilités et des perspectives négatives. Les développements techniques et l’amélioration des structures sociales sont importants et certainement nécessaires, mais ils ne suffisent pas à garantir le bien-être moral de la société. L’homme a besoin d’être libéré des contraintes matérielles, mais il doit être sauvé, et ce plus profondément, des maux qui troublent son esprit." De retour à Prague, lors d'une réunion œcuménique de l'archevêché, Benoît XVI s'est prononcé contre toutes « les tentatives de marginaliser l'influence du christianisme dans la vie publique. » Le pape a ensuite rencontré le monde académique dans le château de Prague.
Le 28 septembre 2009, il a effectué un pèlerinage dans la ville de Starà Boleslav, lieu de la mort violente du saint patron de la Tchéquie, saint Venceslas, qui a été assassiné. Il a célébré une messe devant une foule de jeunes qui venait de faire une veillée de prière pendant la nuit devant les restes du saint patron. Après le déjeuner avec les évêques tchèques à Prague, le pape est reparti pour Rome.

## 2010

### 14evoyage: Malte (les 17 et 18 avril 2010)
L'avion du pape n'a pas été gêné par l'éruption du volcan islandais Eyjafjöll qui a perturbé l'espace aérien européen du 14 au 20 avril 2010, et s'est posé sans problème sur l'aéroport international de Malte. Benoît XVI effectue une visite pour le 1950e anniversaire du naufrage de saint Paul de Tarse dans l'archipel maltais. C'est la troisième visite pastorale d'un pape à Malte après le 48e voyage de mai 1990 et le 93e voyage de mai 2001 du pape Jean-Paul II. Il est allé à La Valette le 17 avril pour se rendre au palais des grands maîtres de l'ordre de Malte et faire une visite de courtoisie au président de la République George Abela. Il s'est rendu à Rabat dans les catacombes de St Paul. Il a également rencontré des victimes abusées sexuellement par des prêtres de Malte, comme il l'avait déjà fait lors de ses voyages en Australie et aux États-Unis en 2008.

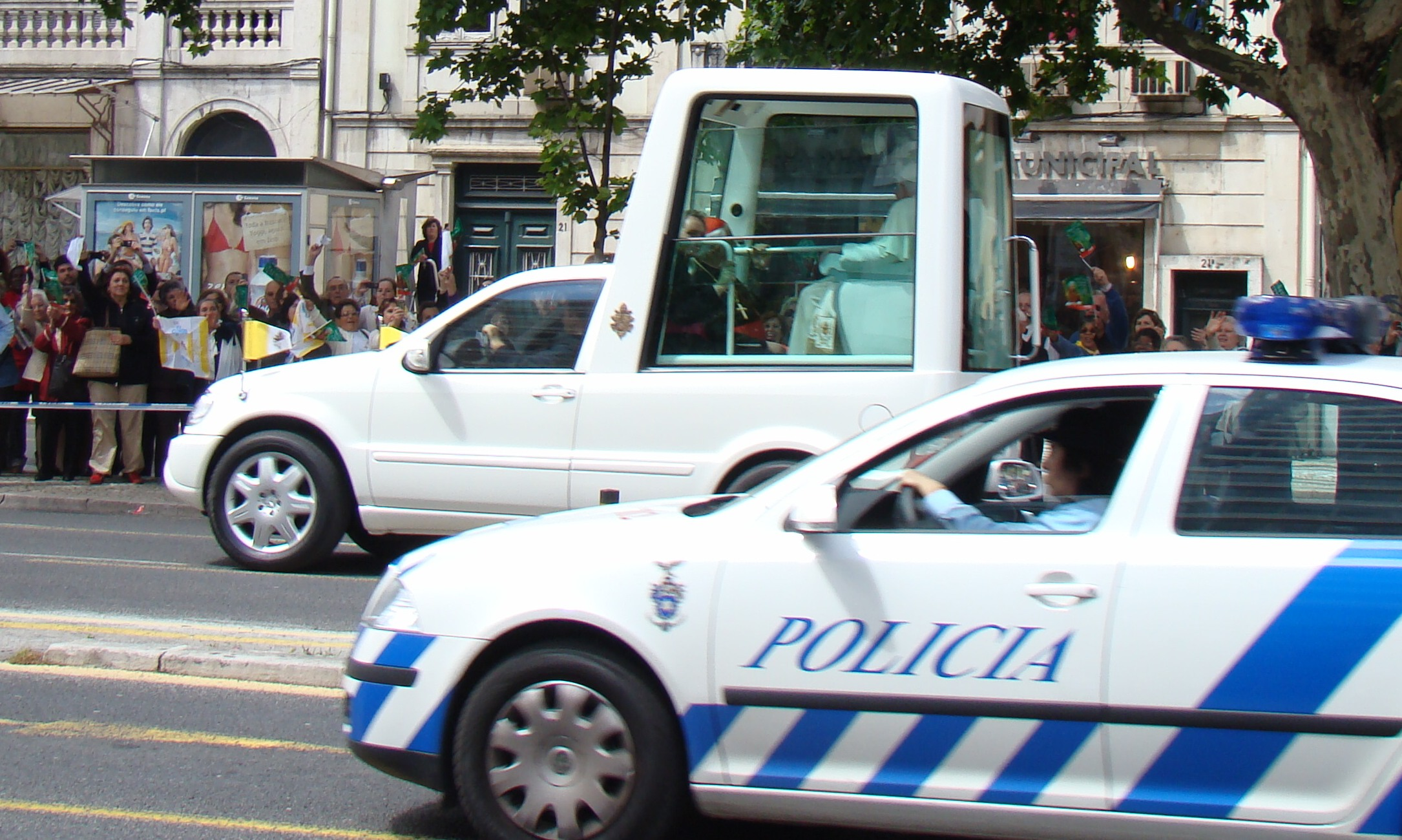
Benoît XVI en Papamobile, Lisbonne, le 11 mai 2010.

### 15evoyage: Portugal (du 11 au 14 mai 2010)
Le but principal du voyage du pape au Portugal est la célébration du dixième anniversaire de la béatification de Jacinthe Marto et Francisco Marto, deux des trois enfants de Fátima qui ont vu la Vierge à six reprises au cours de l'année 1917. Le pape souhaite aussi prendre contact avec les diocèses de Lisbonne, Porto et Leiria-Fátima. 
Le 11 mai 2010, Benoît XVI est arrivé au Portugal dans la matinée à l'aéroport international de Lisbonne à Portela. Après une entrevue à la nonciature apostolique (en) avec le corps diplomatique et des représentants de l'État, le pape a visité le monastère des Hiéronymites. Il a ensuite été reçu par le président portugais Aníbal Cavaco Silva au palais de Belém, résidence des présidents de la République portugaise. Dans la soirée, il a célébré une messe sur la place du Palais, située au centre de Lisbonne.
Le 12 mai 2010, le pape a rencontré dans la matinée les personnalités du monde de la culture portugaise au Centre culturel de Belém, puis a eu une entrevue avec le premier ministre portugais José Sócrates à la nonciature apostolique. Au milieu de l'après-midi, il a pris la route du sanctuaire Notre-Dame de Fátima. Peu après son arrivée, il s'est déplacé à la Chapelle des Apparitions de l'église de la Sainte-Trinité pour les prières des vêpres.
Le 13 mai 2010, le pape a présidé une messe au sanctuaire Notre-Dame-de-Fátima avec le clergé portugais, devant plus de 500 000 pèlerins, à l'occasion du 93e anniversaire des apparitions mariales. Benoît XVI a ensuite eu plusieurs entrevues avec des organisations pastorales et sociales à l'église de la Sainte-Trinité à Fátima, puis avec les évêques portugais.
Le 14 mai 2010, le pape s'est rendu à Porto pour célébrer une messe sur l'avenue des Alliés (Avenida dos Aliados), puis est reparti pour Rome.

### 16evoyage: Chypre (du 4 au 6 juin 2010)
Pour la première fois, un pape s'est rendu sur l'île méditerranéenne de Chypre. Le 4 juin 2010, Benoît XVI est accueilli à l'aéroport international de Paphos par le président Dimitris Christofias et le primat de l'Église orthodoxe de Chypre Chrysostome II. Après avoir béni un olivier de l'aéroport, le pape prend part à une célébration œcuménique dans la zone archéologique de l'église d'Agia Kyriaki Chrysopolitissa à Paphos, suivie d'une entrevue avec Chrysostome II. Le dialogue œcuménique entre catholiques et orthodoxes est en effet le fil conducteur de ce voyage.  
Le 5 juin 2010, Benoît XVI visite Nicosie, la capitale chypriote, où il rencontre les autorités politiques du pays, la communauté catholique de l'île. Il rend ensuite de nouveau visite à Chrysostomos II au siège de l'archevêché orthodoxe de Nicosie. Après avoir passé un moment avec le clergé chypriote, Benoît XVI célèbre la messe dans l'église latine de Santa Croce.
Le 6 juin 2010, le pape présente aux évêques du Moyen-Orient, l'Instrumentum laboris, un document de travail pour préparer le synode des évêques du Moyen-Orient qui doit avoir lieu en octobre 2010 au Vatican. Le Saint-Père a visité la cathédrale Notre-Dame-de-Grâce (en) de Nicosie de l’Église maronite de l'île, avant de repartir à Rome par l'aéroport international de Larnaca.

### 17evoyage: Royaume-Uni (du 16 au 19 septembre 2010)

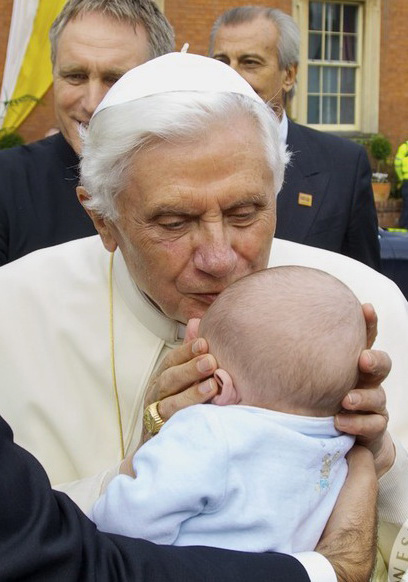
Le pape Benoît XVI en embrassant un bébé à Birmingham, Royaume-Uni.

C'est la première fois depuis le 12e voyage de Jean-Paul II en 1982, qu'un pape se rend en visite pastorale au Royaume-Uni. Benoît XVI est d'abord allé le premier jour à Édimbourg en Écosse où il a rencontré la reine Élisabeth II et le prince Philippe. Le lendemain, il est à Londres et prononce une allocution devant les députés et les pairs de l'endroit où Sir Thomas More a été condamné en 1535 pour s'être opposé à l'adultère du roi Henri VIII. Il s'est rendu ensuite à Birmingham pour la béatification du cardinal John Henry Newman. Le pape prononce également un discours devant des universitaires à l'université d'Oxford.

### 18evoyage: Espagne (les 6 et 7 novembre 2010)
Le pape Benoît XVI se rend pour la seconde fois dans le royaume d'Espagne. Le premier jour, il est allé à Saint-Jacques-de-Compostelle à l'occasion de l'année Saint-Jacques et le lendemain à la Sagrada Família de Barcelone pour la consacrer.

## 2011

### 19evoyage: Croatie (les 4 et 5 juin 2011)
Le souverain pontife arrive à Zagreb le matin du 4 juin 2011 et est accueilli par le président Ivo Josipović. Il s'adresse aux fidèles, aux journalistes et aux politiciens présents en insistant sur l'histoire passée du pays slave et sur sa future contribution à l'Union européenne. Dans l'après-midi, il rencontre des représentants de la société civile, du monde politique, académique, culturel et entrepreneurial, ainsi que le corps diplomatique et les chefs religieux. Il leur rappelle la contribution du jésuite Roger Joseph Boscovich, dont on a fêté le 300e anniversaire de la naissance, dans les domaines de la science et de la culture croate et européenne. Il parle également du rôle de la conscience dans la construction d'une « société libre et juste, tant au niveau national et supranational », soutenant que si la conscience « est réduite à la subjectivité, en ce qui concerne la religion et la moralité, la crise de l'occident perdurera et l'Europe vouée à la décadence. » 
Le lendemain, 5 juin 2011, il rencontre les familles catholiques dans l'hippodrome de Zagreb, et y célèbre la messe en présence de 400 000 personnes. Pendant l'homélie, il avertit les couples mariés d'une « sécularisation qui conduit à l'exclusion de Dieu de la vie et à une désintégration croissante de la famille" et les a invités à s'ouvrir à la vie et de contrer cette mentalité »qui propose de vivre ensemble en tant le remplacement de préparation, ou même du mariage. » Dans l'après-midi, il célèbre les vêpres dans la cathédrale de Zagreb avant d'aller prier sur le tombeau du bienheureux cardinal Alojzije Stepinac. En se concentrant sur la figure de la Vierge, le Pape a rappelé que « grâce à sa conscience chrétienne forte, il a été capable de résister à toute forme de totalitarisme, de défendre les juifs, les orthodoxes et tous les persécutés au temps des dictatures nazie et fasciste, puis, pendant la période du communisme, d'être l'«avocat» pour ses fidèles, surtout des nombreux prêtres persécutés et tués. » La visite s'est terminée dans la soirée par un discours d'adieu et le départ par l'aéroport de Zagreb.

### 20evoyage: Saint-Marin (19 juin 2011)
Benoît XVI se rend en République de Saint-Marin le 19 juin 2011, pour visiter le diocèse de Saint Marin-Montefeltro. Il célèbre le matin une messe devant 20 000 personnes au stade de Serravalle. Il y accuse l'hédonisme et le relativisme d'être les maux qui perturbent la famille, les valeurs morales et les valeurs religieuses. Il a ensuite rappelé la crise économique et les problèmes du chômage des jeunes.
Dans l'après-midi, il effectue une visite officielle auprès des capitaines-régents de Saint-Marin, Maria Luisa Berti et Filippo Tamagnini, et auprès des membres du gouvernement du congrès et du corps diplomatique. Le Pape a rappelé combien les valeurs chrétiennes doivent être nourries et entretenues. Il visite ensuite la basilique de Saint-Marin qui renferme les reliques du saint patron Marin. 
Il quitte la République de Saint-Marin en se rendant à Pennabilli situé de l'autre côté de la frontière, en Émilie-Romagne en Italie, pour y rencontrer les jeunes de la ville et visiter la cathédrale. Et une nouvelle fois, Benoît XVI a reparlé de la perte des valeurs de la société occidentale.

### 21evoyage: Espagne (du 18 au 21 août 2011)
Benoît XVI se rend pour la troisième fois en Espagne à l'occasion des Journées mondiales de la jeunesse qui ont lieu à Madrid.

### 22evoyage: Allemagne (du 22 au 25 septembre 2011)
Benoît XVI se rend à Berlin, Erfurt et Fribourg. C'est la première visite officielle du pape dans son pays natal, car les deux précédentes avaient été une visite pastorale en 2005 lors des Journées mondiales de la jeunesse et une visite privée en 2006 en Bavière.

### 23evoyage: Bénin (du 18 au 20 novembre 2011)
Le Saint Père se rend en Afrique pour la seconde fois.

## 2012

### 24evoyage: Mexique et Cuba (du 23 au 29 mars 2012)
Le Pape arrive au Mexique le vendredi 23 mars 2012 dans la ville de León, situé dans l'État de Guanajuato, où il est reçu par une foule d'environ 4 000 personnes. Le président Felipe Calderón prononce un discours de bienvenu au souverain pontife lors d'une cérémonie de réception, en présence de la première dame Margarita Zavala.
Le pape reste au Mexique jusqu'au lundi 26 mars, et séjourne dans une maison d'hôtes attenante d'une école catholique, le Colegio Miraflores.
À son départ du Mexique, le pape se rend dans les villes de Santiago de Cuba et La Havane sur l'île de Cuba. Il y reste jusqu'au jeudi 29 mars.

### 25evoyage: Liban (du14au16 septembre 2012)
Le pape est arrive à Beyrouth le vendredi 14 septembre à 13 h 45. Il a été reçu par les hauts officiels du pays : le président de la République Michel Sleiman (catholique maronite), les présidents de la Chambre et du Conseil (respectivement chiite et sunnite), ainsi que tous les chefs spiritueux libanais chrétiens et musulmans.
Le voyage était hautement symbolique, placé sous le signe de la présence chrétienne au Moyen-Orient. Son séjour durera trois jours, durant lesquels il signera le document final du synode spécial consacre le Moyen-Orient, rencontrera la jeunesse, et célébrera la messe au front de mer de Beyrouth. Ce voyage s'avérera être le dernier de Benoît XVI hors d'Italie.